# Claes Vijgh
Nicolaes (Claes) Dirks Vijgh(e) tot Blankenberg (Nijmegen, 1505 - Tiel, 1581) was tijdens zijn leven de machtigste man van Tiel en omgeving. Vanaf 1538 was hij ambtman, dijkgraaf en richter van de Neder-Betuwe, richter van Tiel en Zandwijk, heer van de Aldenhaag en heer van Est.

## Biografie

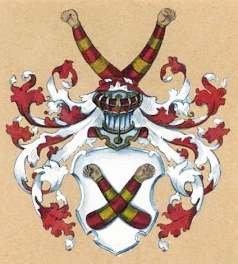
Familiewapen Vijgh

Claes Vijgh was de oudste zoon van de Nijmeegse burgemeester en burggraaf Dirk Vijgh en Sieberta Pieck. De familie Vijgh stamde uit een schildboortig geslacht uit de omgeving van Nijmegen, dat aan het einde van de veertiende eeuw voor het eerst vermeld werd, samen met andere coeplude die zaken deden met Keulse handelaren. Het geslacht had fortuin gemaakt met het beheer van de Waal- en Rijntol en met de handel op Keulen. Vanaf de vijftiende eeuw vervulden leden functies van schepen en burgemeester in de Nijmeegse Raad en ambten van burggraaf, dijkgraaf en richter in het Rijk van Nijmegen. Aan het einde van de vijftiende eeuw had men de ambten in pand ontvangen, waarmee het geslacht Vijgh een sterke positie in de stad Nijmegen had. In 1521 werd Dirk Vijgh na een landsheerlijk onderzoek aangeklaagd wegens bezegeling van frauduleuze oorkondes, eigendunkelijke machtsuitoefening, het achterhouden van geïnde boetes en afpersing. Het burggrafelijke ambt werd hem afgenomen en al zijn goederen werden in beslag genomen.

### Ambtsaanvaarding
Mogelijk mede door de fraudeaffaire van zijn vader verhuisde Claes Vijgh op jonge leeftijd naar Tiel. In 1530 trouwde hij met de weduwe van ambtman Adriaen van Bueren (overleden in 1527), Anna van Gelre. Zij was een bastaarddochter van Karel van Egmont, hertog van Gelre, en Maria van Zuyderstein. In 1538 volgde hij Joost van Sweeten na diens ontslag op als ambtman van Neder-Betuwe. De ridderschap van Neder-Betuwe erkende het ontslag van Joost van Sweeten niet en weigerde Vijgh(e) als nieuwe ambtman te beëdigen. Van Sweeten oefende het ambt uit in naam van wijlen Adriaan van Bueren en door zijn ontslag zouden de rechten van de erfgenamen geschonden zijn. Eerst na herhaald bevelen door de hertog ging de ridderschap over tot beëdiging van Claes Vijgh. Het dijkgraafschap was geïncorporeerd in het ambtmanschap.
Vijgh werd eveneens als richter in Neder-Betuwe aangesteld, en in hetzelfde jaar als richter van Tiel en Zandwijk. Hij kreeg de ambten tegen 6000 gouden carolusgulden in pand, wat zijn machtspositie versterkte. In Tiel was hij bevoegd naar eigen dunken schepenen en burgemeesters aan te stellen. In Neder-Betuwe werden van alle dorpen alle scholtissen en ambtenaren door hem benoemd, behalve de landschrijver. Hij benoemde kerkmeesters, gasthuismeesters en boden. Op grond van het pandschap was hij, zolang er niet gelost was, onafzetbaar, mocht hij naar willekeur anderen in het ambt benoemen en de ambten waren vererfbaar. Vijgh speelde een dubbelzinnige rol. Hij bleef ambtman onder het Spaanse bestuur maar had wel een vrijgeleide van Oranje. Zijn beruchte zoon Diederik of Dirk streed onder Oranje.

### Bezittingen
In 1538 kocht Vijgh van Geertruid van Tuil de heerlijkheid Est. In hetzelfde jaar kocht hij van zijn stiefdochter Elisabeth van Buren, enige en erfdochter van Adriaan van Buren en Anna van Gelder, de heerlijkheid Aldenhagen te Soelen met thinsen, leenmannen, hoener, vischerien ende swanendriften. Door de pandneming van zijn ambten en zijn bezit aan grond en heerlijkheden stond hij in groot sociaal aanzien. Het was vooral de combinatie van bestuurlijke, juridische en economische macht, geconcentreerd binnen een geografisch vrij klein gebied, die hem zijn sterke positie verschafte.
Claes Vijgh resideerde in de Tielse binnenstad. Hij en Anna van Gelre waren de eerste bewoners van het Ambtmanshuis. Vijgh was een stedeling, afkomstig uit een Nijmeegs patriciërsgezin, die zijn meeste belangen in de stad Tiel had. Dat hij grond en heerlijkheden verwierf, wordt toegeschreven aan twee redenen. Ten eerste probeerde hij aansluiting te vinden bij de levenswijze van de hoge adel waar grootgrondbezit bij hoorde. Ten tweede kon hij door zijn machtspositie op het platteland een hoog rendement behalen uit zijn grondbezit.
In 1568 werden al zijn goederen in beslag genomen wegens vermeend ambtsmisbruik. Vijgh lag voortdurend met de overheid overhoop door geen belastingen te betalen, obstructie bij de uitvoering van maatregelen tegen de ketterij en weigering om door het Hof opgelegde vonnissen uit te voeren. In 1546 wilde het Hof zijn pandsom van 6000 carolusgulden verbeurd verklaren, waarop hij persoonlijk naar het Hof in Arnhem trok om een verzoekschrift in te dienen om herstel van zijn waardigheid. Hij had twaalf à veertien ridders uit het kwartier van Nijmegen meegenomen om bij de Raadsheren het verzoek kracht bij te zetten. Daarna liet men de zaak verder rusten, en herstelde hem zoals hij wenste in zijn waardigheid, waarbij hij beloofde voortaan zijn plicht te doen. Uit de registratie van de beslaglegging van 1568 blijkt dat hij behalve huizen, dagelijkse heerlijkheden, tienden, tijnzen, renten en ambten, ruim 220 morgen grond bezat, verspreid over zeven kerspels.

### Spaanse loyaliteit
Zoals veel progressieve edelen in die tijd, verbond Vijgh zich aanvankelijk met het vorstengeslacht Habsburg dat over Spanje en Portugal heerste. In 1559 gaf koning Filips II de autoriteit over de Nederlanden over aan zijn halfzuster. Om zich te verzekeren van de loyaliteit van zijn onderdanen, riep hij voor hij naar Spanje vertrok, alle belangrijke edelen naar Gent. 
In de Chronicon Tielense beschrijft de Tielse pastoor Peter van Teeffelen dat Claes Vijgh in 1559 door Filips II zou zijn opgenomen in de Orde van het Gulden Vlies. De daarbij behorende onderscheiding, het Gulden Vlies van Tiel (een kleine gouden ramsvacht) is in 1969 gevonden op het terrein van het voormalige kasteel De Aldenhaag. Het was lange tijd in bezit van een Amerikaanse verzamelaar. In 2014 stond hij het voor vijftien jaar in bruikleen af aan het Flipje & Streekmuseum. In 2019 is aan het licht gekomen dat de onderscheiding in werkelijkheid een waardeloos toneelattribuut uit de jaren 50 is. Bijouterie du Spectacle in Parijs maakte het, van messing.

### Opvolging
Tijdens het bewind van landvoogd Alva aan het begin van de Tachtigjarige Oorlog, verhevigde in de Nederlanden de opstand tegen de Spaanse overheersing. Na de terechtstelling van de graven van Egmond en Hoorne rebelleerden de edelen onder leiding van Willem van Oranje. De meesten van hen werden daarop uit hun ambt gezet. Vijgh had daarvoor echter zo'n hoge prijs betaald, dat hij niet uit zijn ambt gezet kon worden omdat de Spanjaarden hem niet schadeloos konden stellen. 
In 1559 begon de gezondheid van Vijgh achteruit te gaan en droeg hij veel van zijn functies over aan zijn zoon Diederik (1532 - 1615). Deze kreeg de bijnaam de koning van Tiel nadat hij in 1577 zijn gronden op de Spanjaarden heroverde en kasteel Soelen, dat drie jaar eerder door de Spanjaarden was platgebrand, herbouwde. In 1578 werd de calvinistische broer van Willem van Oranje, graaf Jan van Nassau stadhouder van Gelre. Hij ontsloeg de katholieke Claes Vijgh en benoemde Diederik tot ambtman.